# Herderia truncata
Herderia es un género monotípico de plantas fanerógamas perteneciente a la familia de las asteráceas. Su única especie, Herderia truncata, es originaria de África tropical.

## Descripción
Es una planta anual rastrera o decumbente, que alcanza un tamaño de 1 m de altura, y que varían mucho en indumento, desde hirsuta pubescente o algunos ejemplares casi glabros. Las hojas verdes, obovadas u oblanceoladas, redondeadas en el ápice, estrechadas en la base en pecíolo corto, subenteros o con pocos dientes anteriores. Capitulescencia terminal, solitaria, semiesférica, con muchas flores, y con brácteas foliáceas en la base. Escalas de involucro herbáceas; oblanceoladas exterior o linear-espatuladas. Aquenios glabros. Vilanos escuamiformes; escamas 8-12, contundente, ciliados.

## Distribución
Se distribuye por Guinea, Níger y Senegal.

## Taxonomía
Herderia truncata fue descrita por Alexandre Henri Gabriel de Cassini y publicado en Dictionnaire des Sciences Naturelles [Second edition] 60: 599. 1830.
sinonimia
- Ampherephis senegalensis Less.
- Herderia truncata var. chevalieri O.Hoffm.
- Vernonia yatesii S.Moore[4]